# 安倍寛
安倍 寛（あべ かん、旧字体：安倍 寬、1894年〈明治27年〉4月29日 - 1946年〈昭和21年〉1月30日）は、日本の政治家、木材商。衆議院議員（通算2期。第20、21期）。戦後は日本進歩党に所属した。
政治家の安倍晋太郎（外務大臣を務めた）は長男。安倍寛信（経営者）、安倍晋三（衆議院議員、第90・96・97・98代内閣総理大臣）、岸信夫（衆議院議員、防衛大臣）は孫。妻・静子は陸軍軍医監本堂恒次郎の娘（後に離婚）。

## 経歴
1894年、山口県大津郡日置村蔵小田（現・長門市油谷蔵小田渡場）に安倍彪助・タメの長男として生まれる。4歳までに両親が相次いで死亡したため、伯母のヨシに育てられる。父・彪助は郡内で名門として知られる椋木（むくのき）家からの婿養子であり、母・タメは安倍家の“中興の祖”となった安倍慎太郎の妹である。
山口県立萩中学校、金沢の旧制第四高等学校を経て、1921年（大正10年）に東京帝国大学法学部政治学科を卒業する。帝大卒業後は東京で自転車製造会社 三平商会を経営していたが、1923年（大正12年）の関東大震災で工場が壊滅し、会社は倒産してしまう。東京に移ったのちに本堂静子と結婚し長男晋太郎を儲けるが、直後に離婚し以降は独身で暮らした。その後は山口県に戻り、「金権腐敗打破」を叫んで第1回普通選挙とされる1928年（昭和3年）第16回衆議院議員総選挙に立憲政友会公認で山口県一区から立候補するも落選した。
総選挙後は学生時代に罹患していた結核が再発し、それにより脊椎カリエスを併発し療養していたが、1933年（昭和8年）に地元住民に請われる形で日置村長に就任した。1935年（昭和10年）からは山口県会議員を兼務などを経て、1937年（昭和12年）の第20回総選挙にて「厳正中立」を唱えて山口県一区から無所属で立候補し、衆議院議員に初当選した。
十五年戦争(柳条湖事件から敗戦まで）がはじまっても非戦・平和主義の立場を貫き、1938年（昭和13年）の第一次近衛声明に反対し、1942年（昭和17年）の第21回総選挙（翼賛選挙）に際しても東條英機らの軍閥主義を鋭く批判、大政翼賛会の推薦を受けずに立候補するという不利な立場であったが、最下位ながらも2期連続となる当選を果たした。議員在職中は三木武夫と共同で国政研究会を創設し、塩野季彦を囲む木曜会に参加して東条内閣退陣要求、戦争反対、戦争終結などを主張した。帝国議会では商工省委員や外務省委員などを務めた。戦後は日本進歩党に加入し1946年（昭和21年）4月の第22回総選挙に向けて準備していたが、直前に心臓麻痺で急死した。

## 人物像
- 若いころ、脊椎カリエスと肺結核を患い、健康的には恵まれなかった[2][4]。
- 大政党の金権腐敗を糾弾するなど、清廉潔白な人格者として知られ、地元で「大津聖人」､「今松陰（昭和の吉田松陰）」などと呼ばれ人気が高かったという[9][20]。寛の長男である晋太郎と娘との結婚話が持ち上がった岸信介は「大津聖人の息子なら心配ない」と述べたという。
- 農林大臣を務めた赤城宗徳とは当選が同期で、公私にわたって親交が深かった[23]。
- 派遣軍の慰問のため、満州に派遣されたことがある。
- 三木武夫（第66代内閣総理大臣）とは親友であった[20][24]。
- 木材商としては、角島にある2020年に閉校した下関市立角島小学校旧校舎の建設に携わり、同校の校長室には旧校舎建設時の材木商として写真が飾られていた[3]。

## 家族・親族
- 祖父 - 英任[25]
- 父 - 彪助（ - 1895年[26]）
- 母 - タメ（ - 1898年[26]）
- 伯父 - 慎太郎（政治家）
- 伯母 - ヨシ（ - 1947年7月[27]）

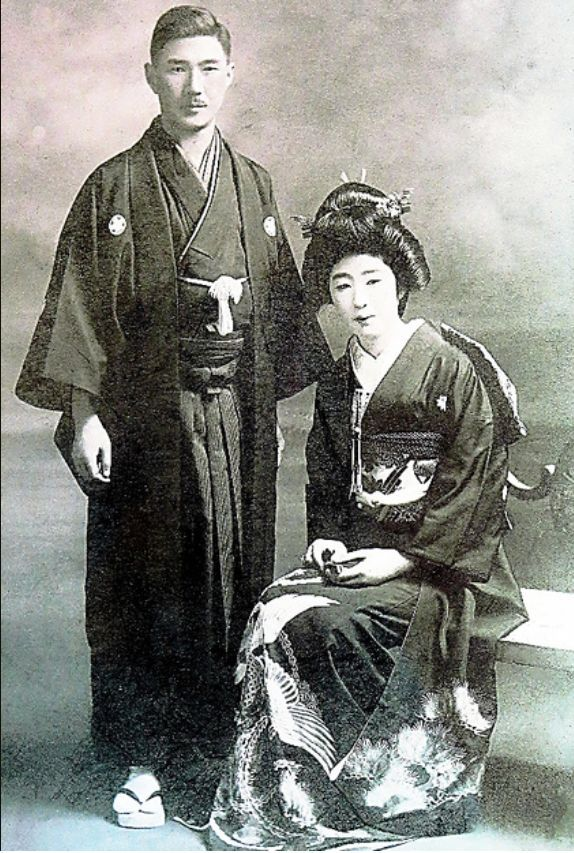
安倍寛と静子夫妻

- 妻 - 静子（陸軍軍医監本堂恒次郎の長女、陸軍大将大島義昌の孫娘[12]）
- 長男 - 晋太郎（新聞記者、政治家）
- 孫 - 寛信（ABコミュニケーション代表取締役）
- 孫 - 晋三（政治家、第90・96・97・98代内閣総理大臣）
- 孫 - 信夫（政治家、岸家へ養子）
- 曾孫 - 寛人（三菱商事2017年入社[28]、寛信の長男[29]）
- 曾孫 - 信千世（フジテレビ報道局記者 → 国務大臣秘書官、信夫の長男[30][31]）

### 系譜
```
　　　　　　　　　　　　　　（婿養子／信政養子）
　　　　　　　　　　┏佐藤秀助━━岸信介　   ┏岸信和＝＝岸信夫（安倍／養子）
　　　　　　　　　　┃　　　　　　   ┃　　　┃
　　　　　　　　　　┃　　　　　　   ┣━━━┫
　　　 　　 岸要蔵━┫　　　　　　   ┃　　　┃
　　　　　　　　　　┃　　　　　　   ┃      ┗洋子         ┏安倍寛信
　　　　　　　　　　┃　　　　　　 　┃　　　   ┃          ┃     ┣━━━安倍寛人
　　　　　　　　　　┗岸信政━━━━良子　　　  ┃          ┃　　幸子
　　　　　　　　　　　　　　　　　　            ┃          ┃
　　　　　　　　　┏安倍慎太郎　　　　　　　　　┃　        ┃   　　
　　　　　　　　　┃　                          ┣━━━━━╋安倍晋三  　     　　
　　　　安倍英任━╋ヨシ　　　　　　　　　　　  ┃　        ┃     ┃
　　　　　　　　　┃　　　　　　　　　　　　　  ┃          ┃    昭恵
　　　　　　　　　┗タメ　　　　　　　　　　　　┃　　　    ┃  
　　　　　　　　　　　┣━━━━━安倍寛　　　　┃　　　　  ┃ 
　　　　　　　　　　安倍彪助　　  ┃　　　　　　┃　　　　  ┃　   
　　　　　　　　（婿養子）　　　  ┣━━━━━安倍晋太郎　  ┗岸信夫━岸信千世　 　
　　 　　　　　　　　　　　　　　 ┃　　　　　　　　　　      
　　　　　　      本堂恒次郎　  　┃　　　　　　　　　　　    
　　　　　　　　　　┣━━━━━━静子
      大島義昌━━━秀子　　      ┃
　　                              ┣━━西村正雄
　 　                             ┃
 　                              西村謙三

```

## 脚註